# エドウィン・ダン
エドウィン・ダン（Edwin Dun、1848年7月19日 - 1931年5月15日）は、アメリカ合衆国の獣医師で、明治期日本のお雇い外国人。開拓使に雇用され、真駒内牧牛場の設立を指導するなど、北海道における畜産・酪農業の発展に大きく貢献したが、同時にエゾオオカミを絶滅へと導いた。1883年、勲五等双光旭日章を受章。

## 経歴
アメリカ合衆国オハイオ州チリコシー出身。同州のマイアミ大学を中退後、父の経営する牧場で牧畜全般の経験を積み、さらに叔父の牧場で競走馬と肉牛の育成法を学んだ。
開拓次官であった黒田清隆がアメリカ合衆国農務長官ホーレス・ケプロンと親交があった縁から、ケプロンの息子エー・シー・ケプロン（1871年より開拓使顧問）によって開拓使の技術指導者に推挙され、1873年に明治政府との間で1年間の雇用契約を結ぶ（結局、開拓使が廃止されるまで1年契約を繰り返すことになる）。渡日の際、エドウィンは14台の貨車を用いて92頭の牛、100頭の羊、農耕具を日本へ輸送した。
来日当初は東京官園において、北海道へ移住した東北士族団の子弟および開拓使官吏約30人に農畜産の技術指導を行った。その内容は欧米式の近代農法および獣医学であり、特に獣医学に関する指導は西洋獣医学の知識を有する者が1人もいなかった当時の日本において貴重なものであった。

### 函館へ赴任
1875年、北海道函館近郊の七重へ出張。馬匹改良のため、馬の去勢技術を指導した。気性の悪い馬を去勢によって温和にし、同時に遺伝子を残さぬよう淘汰することは欧米においては一般的な手法であったが、当時の日本においては士族を中心に「気性の悪い馬を乗りこなしてこその馬術」という意識が強く、当初エドウィンの指導はなかなか浸透しなかった。しかし当時の日本における馬術の第一人者であった函館大経の理解を得ることに成功し、馬の去勢は次第に受け入れられるようになった。
七重においてエドウィンは新冠牧場の経営改善策について報告書を提出し、種豚、種牡馬の輸入を要求。さらに中国からの羊の輸入頭数について意見を出した。
同年、エドウィンは日本人女性（ツル）と国際結婚をした。この結婚により、エドウィンは日本に永く留まる決意をしたといわれる。のちに中平ヤマと再婚。

### 札幌へ赴任
1876年、札幌へ異動。エドウィンの提案により、札幌西部に牧羊場、真駒内に牧牛場（真駒内牧牛場、のちの真駒内種畜場）、漁村（いざりむら・現在の恵庭市）に牧馬場（漁牧場）を建設することが決定。施設が完成した後、エドウィンは牧羊場においては羊の飼育のほか北海道の気候に適合する農作物の栽培実験を行い、漁牧場においては馬匹改良のため、洋種馬と日本在来種である南部馬との交配を試み、牧牛場においては100頭あまりの牛と80頭あまりの豚を飼育し、100ヘクタールの飼料畑を整備。乳製品（バター、チーズ、練乳）の製造およびハムやソーセージの加工技術を指導した。
同年、開拓使が北海道に競馬場を建設することを計画。それまで北海道では直線状の馬場や角形の馬場によって速歩競走が行われていたに過ぎなかったことから、ダンは北海道育種場に440間（約800m）の楕円形の馬場を建設し、襲歩による競走を行うべきだと提案。提案に基づいて建設された競馬場（北海道育種場競馬場）において西洋式の競馬が定期的に開かれるようになった。
1877年、漁牧場の土壌が馬の飼育に適さないと判断したエドウィンは、馬匹改良の本拠地を新冠牧場に移すべきであると判断。同牧場を拡張整備し、漁牧場から馬を移送した。新冠牧場では千数百頭もの馬が飼育され、根岸競馬場におけるレースに優勝する競走馬や全国博覧会で一等賞をとる馬を生産するなど名実ともに北海道における馬産の拠点として発展した。なお、新冠牧場は1883年に宮内省所管の新冠御料牧場となった。

### エゾオオカミの駆除
牧場の家畜をエゾオオカミに襲われる被害が多発したため、オオカミの駆除に乗り出す。エドウィンは硝酸ストリキニーネを国内外より買い集め、これを肉に仕込み毒殺する方法を日本に導入した。さらに殺害したオオカミには高額な懸賞金をかけたため、オオカミの駆除活動は全道へと広がった。このためわずか20年足らずの間に、エゾオオカミは絶滅した。

### アメリカへ一時帰国、外交官として再来日

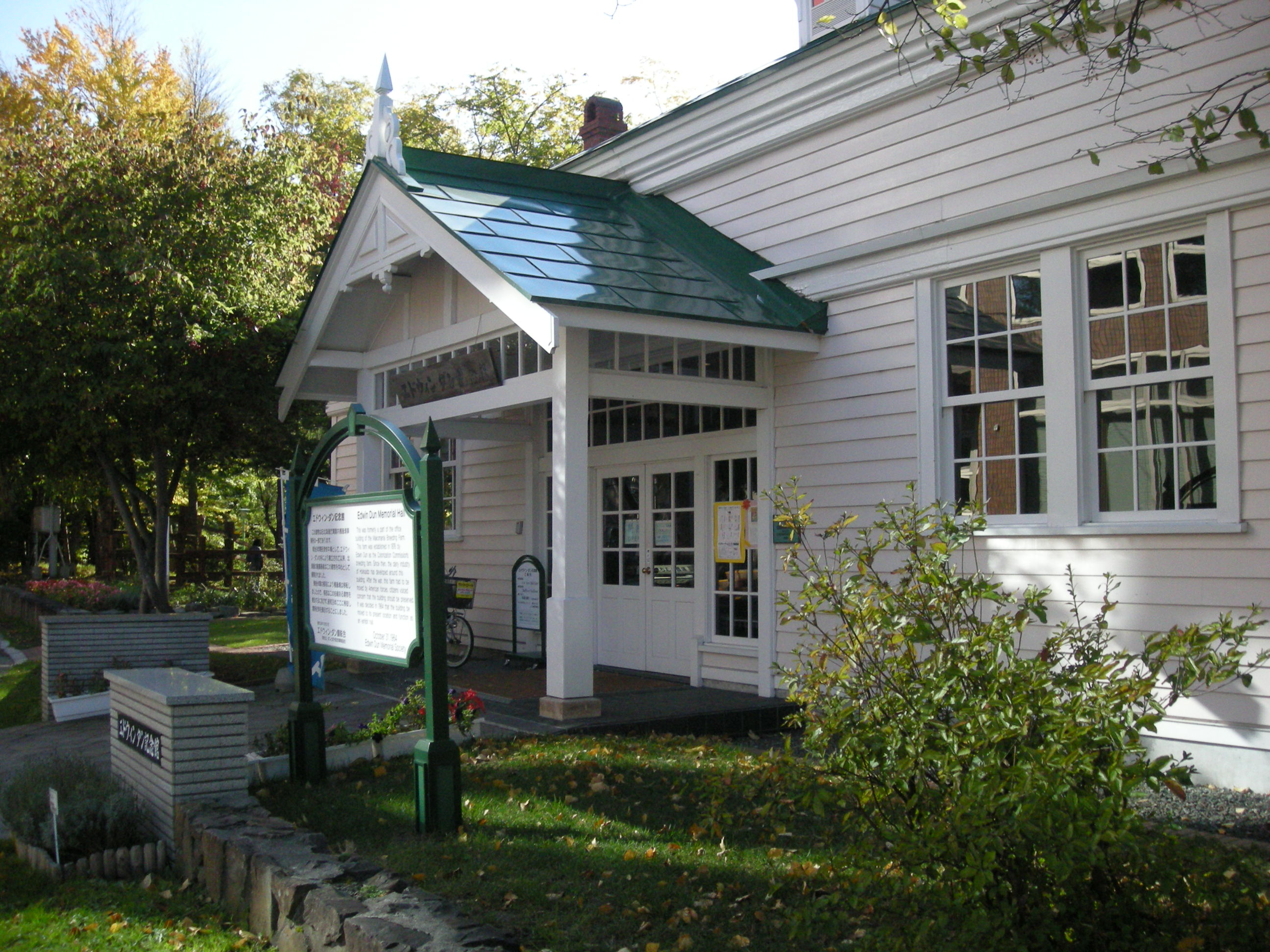
エドウィン・ダン記念館

1882年に開拓使が廃止されたことに伴い、エドウィンは新たに農商務省と雇用契約を結ぶが同年12月に東京へ移動し、翌1883年2月に雇用契約を終了させた。1883年、アメリカへ帰国。アメリカ政府によって北海道における業績を評価され、1884年、アメリカ公使館二等書記官として来日。1889年に参事官、1890年に代理公使、1893年に公使に昇進した。1894年に日清戦争が勃発した際には和平交渉実現のために奔走したといわれる。公使辞任後は、アメリカのスタンダード石油会社が日本に設立したインターナショナル石油会社（本店：横浜市）の直江津支店支配人を務め、さらにその後は、三菱造船東京本社に勤務した。1931年5月15日、東京の自宅で死去。
現在、エドウィンの功績はエドウィン・ダン記念公園（旧真駒内中央公園、真駒内種畜産場跡）内のエドウィン・ダン記念館においてみることができる。

## ダンの業績

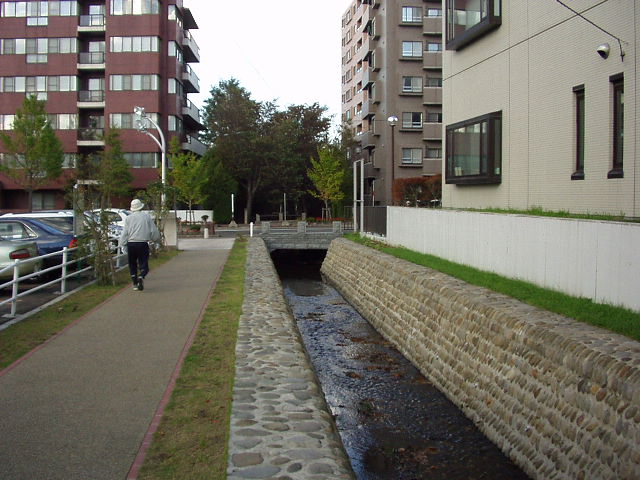
真駒内用水（2004年10月）

- 農業分野においては、1人で馬を使役し、ソリやプラウ、カルチベータなど洋式の大型農具を用いて農作業を行う技術を普及させたことが北海道における大規模農業の礎になったといわれる。また、北海道の気候に適合した農作物の発見に努めた。なお、現在でも競馬のばんえい競走における、荷物を載せたソリを馬に牽かせるという競技方式に、エドウィンが普及させた馬の使役方法の名残をみることができる。
- 競馬の分野においては、前述の北海道育種場競馬場の建設が北海道における西洋競馬の定着に大きく寄与し、馬産の面においても馬匹改良の資源・設備・技術の向上に大きく貢献した。なお、1886年に建設された中島競馬場はエドウィンの設計に基づいて建設されたものである。
- 真駒内牧牛場における水の安定供給のために建設を提案し、1879年に完成した真駒内用水は、のちに水田の灌漑用水としても利用され、周辺地域における稲作の定着に大きく貢献した。

## 家族・親族
日本人女性と2回結婚し、1女4男をもうけた。先妻の松田ツルは1860（万延元）年に陸奥国南津軽郡尾上村の商家・平吉の娘として生まれ、1875年に峠下村（現七飯町）のホテルで知り合い、15歳でダンの侍妾となり、1878年に娘ヘレンを儲け、1885年に結婚したが、1888年に28歳で死去している。ヘレンは5歳で渡米し、叔母夫妻に育てられ、後年父エドウィンの伝記『あるお雇い外国人の生涯 : ネーイちゃんの見た父エドウィン・ダン』（日本経済新聞社、1979）を著した。ツルについては1995年に伝記『エドウィン・ダンの妻ツルとその時代』が刊行された。
後妻の中平ヤマとの長男のエドウィン・ダン・ジュニア（團甫）、次男のジェームス・ダン（壇治衛）はともに日本国籍を取得し、音楽家となった。ジェームスの妻・ダン道子も音楽家。芥川龍之介など日本の文化人と交流を持っていた。三男ジョンは慶応普通部に進学し、野球部の一塁手として1916年の第2回全国中等学校優勝野球大会で優勝に貢献（大会初の外国籍の選手であった）、チームメイトにはトヨタ創業者の山口昇がいた。卒業後は渡米してオハイオ州の製鉄所の技術者となり、老後フロリダに転居して1976年に死去した。四男アンガスも慶應普通部を卒業後渡米しグラフィックデザイナーとなり、1975年に死去。アンガスは戦時中、日系人に仕事がなかったことから、米陸軍の兵器工場ピカティニー・アーセナルで肉体労働に従事した。
アメリカのロックバンド、トゥエンティ・ワン・パイロッツのジョシュ・ダンはエドウィン・ダンの従兄弟の4代目の子孫にあたる。

## 関連書籍
- 赤木駿介『日本競馬を創った男―エドウィン・ダンの生涯』ISBN 4087488721
- 田辺安一『お雇い外国人エドウィン・ダン―北海道農業と畜産の夜明け』ISBN 4832899031
- 阿部三恵『エドウィン・ダンの妻ツルとその時代』ISBN 4893639498
- 今官一 『牛飼いの座』 講談社 1961年